# Schaenicoscelis guianensis
Schaenicoscelis guianensis är en spindelart som beskrevs av Lodovico di Caporiacco 1947. Schaenicoscelis guianensis ingår i släktet Schaenicoscelis och familjen lospindlar.
Artens utbredningsområde är Guyana. Inga underarter finns listade i Catalogue of Life.